# Tarbíkomyš Merriamova
Tarbíkomyš Merriamova (Dipodomys merriami) je malý hlodavec z čeledi pytloušovití (Heteromyidae). Žije v Severní Americe v USA a v Mexiku.
Je to výlučně noční živočich žijící v pouštích, kde si vyhrabává nory s labyrintem tunelů. Živí se převážně semeny, částečně i hmyzem. I když je podobná myším, není s nimi příbuzná.

## Výskyt
Vyskytuje se v Severní Americe na jihozápadě USA (především Kalifornie, Arizona, Nové Mexiko a Texas) a v Mexiku (severní až střední část a Kalifornský poloostrov). Žije v suchých oblastech v písčitých, kamenitých nebo jílovitých pouštích.

## Vzhled
Stejně jako ostatní tarbíkomyši má i tarbíkomyš Merriamova dlouhé zadní nohy, po kterých umí rychle skákat. Přední nohy používá k pohybu jen při pomalé chůzi.
Srst má přizpůsobenou pouštní oblasti, ve které žije – může být v rozsahu od světle béžové po hnědou. Břicho je vždy bílé (bělavé). Oproti mnoha jiným tarbíkomyším má na zadní noze jen 4 prsty.

## Způsob života
Žije v pouštních oblastech, kde se vyhrabává nory s labyrintem tunelů a několika východy. Každý jedinec žije individuálně a kromě období páření brání své teritorium před ostatními samci i samicemi. Populační hustotu stanovili různí autoři na 3,5 – 29 jedinců na hektar. Průměrná velikost celkového ročního teritoria jedince je 0,49 ha.
Tarbíkomyš Merriamova je výhradně noční tvor, čímž se chrání především proti predátorům. Dokonce i když je Měsíc v úplňku, vychází na povrch jen na velmi krátký čas. Přes den zůstává v noře, jejíž vchody si obvykle – pro zachování vhodné teploty – ucpává hlínou.
Rozmnožuje se až 3× ročně prakticky po celý rok, nejvíce ale v březnu a dubnu. V jednom vrhu může mít až 4 mláďata, i když průměr je 2,6.

### Potrava
Naprostou většinu její potravy tvoří různá semena. Pro období sucha si v norách vytváří několik zásobáren.
Druhou položku jejího jídelníčku – asi 15 % – tvoří hmyz.

## Stupeň ohrožení
Tarbíkomyš Merriamova jako živočišný druh není ohrožena a proto je zařazena mezi málo dotčené živočichy. Vytváří však 19 poddruhů, z nichž dva – D. merriami margaritae a D.merriami insularis – žijící na malých ostrovech u Kalifornského poloostrova, jsou kriticky ohrožené.